# Blaise Pascal (téléfilm)
Pour l’article homonyme, voir Blaise Pascal.
Pour plus de détails, voir Fiche technique et Distribution.
Blaise Pascal est un téléfilm franco-italien réalisé par Roberto Rossellini  et sorti en 1972. Il est diffusé sous forme d'une mini-série en deux parties en Italie. Ce téléfilm s'inscrit comme le second volet dans la série Les Philosophes du même réalisateur.

## Synopsis
Chronique sur la vie de Blaise Pascal, allant de la petite enfance à sa mort prématurée à l'âge de 39 ans. Du philosophe, mathématicien et scientifique, l'histoire retrace les étapes de son existence, allant de ses très précieuses convictions par rapport aux théories galiléennes, pour aborder les études dérivées des expériences de Torricelli, en passant par le culte des sciences, et aboutir à sa conversion au christianisme (1651) qui favorisera une œuvre marquée par plus de maturité.

## Fiche technique
Sauf indication contraire, les informations mentionnées dans cette section peuvent être confirmées par la base de données cinématographiques IMDb,  présente dans la section « Liens externes ».
- Réalisateur : Roberto Rossellini
- Scénario : Marcella Mariani, Renzo Rossellini, Roberto Rossellini et Luciano Scaffa
- Dialogues : Jean-Dominique de La Rochefoucauld
- Montage : Jolanda Benvenuti
- Assistante costumière : Isabella Rossellini
- Musique : Mario Nascimbene
- Pays :  Italie et  France
- Sociétés de production : Orizzonte 2000, RAI Radiotelevisione Italiana, ORTF
- Sociétés de distribution :  États-Unis :
  - 1980 : EMC (sous-titres)
  - 2009 : Eclipse from the Criterion Collection (DVD)
- Genre : biopic, historique
- Format : 35 mm - Eastmancolor - mono - 1.33:1 - sphérique
- Langue : italien, français
- Version française réalisée par la Société M.P.S. et J.D. de La Rochefoucauld
- Durée : 135 minutes (2 h 15)
- Dates de projection :
  -  Italie : 16 mai 1972
  -  États-Unis : 27 octobre 1973 (Berkeley Art Museum and Pacific Film Archive) ; 4 mars 1980 (New York)
  -  France : 29 mai 1974 (Première chaîne de l'ORTF)

## Distribution
Sauf indication contraire, les informations mentionnées dans cette section peuvent être confirmées par la base de données cinématographiques IMDb,  présente dans la section « Liens externes ».
- Pierre Arditi : Blaise Pascal
- Rita Forzano (it) : Jacqueline Pascal

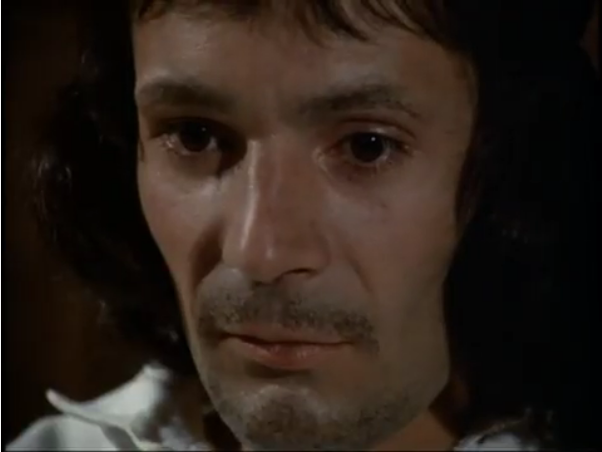
Pierre Arditi dans le film.

- Giuseppe Addobbati : Étienne Pascal
- Jean-Dominique de La Rochefoucauld : le père Noël
- Anne Caprile : Michèle Martin, servante de Moulinet
- Christian De Sica : le lieutenant
- Claude Baks : René Descartes (comme : Cartesio)
- Lucio Rama : Moulinet
- Livio Galassi : le serviteur Jacques
- Bruno Cattaneo : Adrien Dechamps
- Giuseppe Mannajuolo : Florin Perrier (comme : Bepi Mannaiuolo)
- Marco Bonetti : Artus Goufier, duc de Roannes
- Teresa Ricci : Gilberte Pascal
- Christian Aligny : Jean Dechamps (comme : Cristian Aleny)
- Bernard Rigal : le chancelier Séguier
- Melù Valente : Charlotte Roannes
- Mario Bardelli : le mathématicien Pierre Petit
- Edda Soligo : la mère supérieure Angelica
- Tullio Valli : l'abbé Marin Mersenne